# Lappföld zászlaja
Az egyik legújabb nemzeti zászló a számiké (lappok), melyet 1986-ban fogadtak el. A számik évezredek óta élnek Európa északi vidékein, amelyek jelenleg Norvégiához, Svédországhoz, Finnországhoz és Oroszországhoz tartoznak. 1956-ban létrehozták az Északi Lapp Konferenciát, amely 1983-ban deklarálta Lappföld határait, amelyeken belül a számik szeretnék megőrizni közös nyelvüket, hagyományaikat, kultúrájukat és életmódjukat. A zászlót 1986-ban fogadták el a mai formájában, tervezője Astrid Båhl volt.
A kör a nap és a hold szimbóluma: a kék fele a hold, a piros a napé. A zászló színei: a piros, a kék, a zöld és a sárga a hagyományos számi népviseletből (kolt) származnak. A négy szín szimbolizálja a lételemeket. A zöld a növényeket és Lappföldet, amely létfontosságú a túléléshez. A kék a vizet képviseli, amely az élet forrása. A piros a tűz, a meleg és a szeretet jele. A sárga a napot és a hosszú távú életet jelképezi.
Korábban két fontosabb javaslat volt: az elsőt a Flagspot (https://flagspot.net) is csak egyetlen forrásból ismeri, és kétséges, hogy használták-e valaha. Az utóbbit 1977-ben tervezte Synnove Persen, főként azok az alkalmi zászlók alapján, amelyeket a hatvanas évektől kezdve használtak különböző lapp megmozdulásokon. Ez utóbbi tekinthető a mai zászló elődjének.
A zászlót egész Lappföldön használják. Mivel nem nemzeti zászló, a nemzeti zászló melletti heraldikai bal oldali zászlórúdra kell felvonni.

## Zászlónapok

A régi zászló 1977-től

A zászlót fel lehet vonni illetve ki lehet tűzni emléknapok vagy számi események megjelölésére. Tizenegy hivatalos számi zászlónap van:
- február 6. - a Számi nemzet napja
- március 2. - a finnországi számi parlament alapításának napja (1996)
- március 25. - Gyümölcsoltó Boldogasszony napja, hagyományos számi ünnep
- június 24. - Keresztelő János napja
- augusztus 9. - a világ õslakosainak nemzetközi napja
- augusztus 15. - a számi zászló üdvözlésének (első bemutatásának) napja (1986)
- augusztus 18. - a Számi Tanács alapításának napja (1956)
- augusztus 26. - a svédországi számi parlament alapításának napja (1993)
- október 9. - a norvégiai számi parlament alapításának napja (1989)
- november 9. - a finnországi számi parlament alapításának napja (1973)
- november 15. - Isak Saba (a számi himnusz írójának) születésnapja